# 大垌山净业寺
大垌山净业寺，位于广东省阳江市阳西县城西五公里大垌山。初建年代不详。净业寺初名静业庵，清康熙十六年改名为净业寺。寺内有两千多尊缅甸玉佛，故又名万佛城。寺内还有一尊长7米、高2.5米、重27吨的缅甸玉卧佛。